# U2
U2 je irska rock skupina, samo je jedna od nekoliko, kojima je tijekom ovih 40 godina postojanja uspjelo ostvariti podjednako komercijalan i kritički uspjeh. Svojim prepoznatljivim zvukom (prvenstveno zahvaljujući načinu sviranja, na kojem je gradio imidž sastava gitarist Dave Evans – The Edge), mijenjali su glazbenu industriju ne sluteći da će postati jedni od "najvećih". Za razliku od većine sastava koji su u fazi njihova nastajanja predstavljali Irsku, U2 su probili granice onog što navodno rock skupina i rock glazba – smije ili ne smije učiniti. Na taj način pridonijeli su realizaciji mnogih političkih i kulturoloških zbivanja koja su u to vrijeme bila prisutna u Irskoj. Kako su s vremenom ostvarivali svoj sve originalniji zvuk prepun snažnih tekstova, izazivajućih socijalnih poruka, inspiriranih patnjama kojima je Irska bila izložena, U2 su već na samom početku dobili respektirajući i skoro fanatični status od strane svojih obožavatelja diljem svijeta.
U2 su diljem svijeta prodali 145 milijuna albuma, osvojili niz nagrada, časopis Rolling Stone ih je uvrstio na 22. mjesto liste od 100 najvećih umjetnika svih vremena. Kroz čitavu svoju karijeru U2 kao skupina ili pojedinačno, uključivali su se u najrazličitije kampanje socijalne pravde i ljudskih prava: Amnesty International, One campaigne, Project RED, Greenpeace i Bonova DATA (Debt, AIDS, Trade, Africa) kampanja.
U sklopu turneje U2 360° U2 su posjetili Zagreb i napravili koncert desetljeća 9. i 10. kolovoza 2009. godine na stadionu Maksimir. U ta dva dana, na rasprodanim koncertima nazočilo je oko 120.000 ljudi iz cijele regije. Koncert U2 u Sarajevu dogodio se 23. rujna 1997. kada su nastupili na stadionu Koševo, u sklopu PopMart turneje. Oni su bili prvi veliki glazbenici, koji su održali koncert u gradu nakon završetka rata u Bosni i Hercegovini 1995. 

## Povijest
U2 su formirani u Dublinu 1976. godine. Nakon što je Larry Mullen jr. razglasio po svojoj školi kako traži glazbenike za novi sastav, na oglas se javilo sedam tinejdžera koji su se našli na uvodnom vježbanju u Larryjevoj kuhinji, no po Larryjevoj izjavi "Larry Mullen Band" trajao je desetak minuta, odnosno onoliko dok se nije pojavio Paul David Hewson Bono i razbio svaku mogućnost da bi Larry bio glavni. Grupa optimističnih momaka, koja se tog prvog dana pojavila kod Larryja doma, svirala je još 1976. pod imenom Feedback. Sastav su činili Paul Hewson nazvan Bono Vox, kasnije samo Bono, Dave (The Edge) Evans i njegov brat, talentirani gitarist, Dick (koji se nakon nekog vremena pridružio drugom sastavu iz Dublina, Virgin Prunes), Larry i Adam Clayton. Još s nekih 13-14 godina svoj prvi koncert su odsvirali u Mount Temple Comprehensive School u Dublinu, te odmah nakon njega u ožujku 1977. mijenjaju ime u The Hype. The Hype, tada još uvijek s Dickom Evansom u prezbiterijanskoj crkvi svira prepjeve, no, razočarani Dick teatralno napušta pozornicu i The Hype. Preostala četvorka završava nastup kao U2. Naime, ime sastava je sa šest potencijalnih prijedloga iznio obiteljski prijatelj Claytonovih Steve Averill iz grupe The Radiators from Space, a U2 je odabrano zato što im se to najmanje nesvidjelo. Nakon nepunih 18 mjeseci postojanja, prvi veliki "bum", sada U2, dogodio se u Limericku (Irska) gdje se održavao "talent show" (17. ožujka 1978.) vođen pod pokroviteljstvom CBSa. Ne samo da su U2 osvojili natjecanje, nego i dovoljno impresionirali Jackiea Haydena koji im je za uzvrat dao studio da snime svoj prvi demo, uz nagradu od 500 funti. Svoj prvi demo snimaju u travnju 1978. u Keystone Studios u ulici Harcourt, Dublin. U2 nastavljaju kao četvorka, a nakon koncerta u Projects Art centru, Paul McGuiness 25. svibnja 1978. postaje menadžer U2.
10. rujna 1979. U2 izdaju svoj prvi singl (jedino irsko izdanje) pod imenom "Three", s kojim su se popeli na vrh nacionalne ljestvice, 5. listopada 1979. imaju svoj prvi nastup na televiziji. U prosincu 1979. prvi put nastupaju (London) izvan Irske, a u veljači 1980. izlazi singl Another Day pod etiketom CBS-a.

### Djelovanje 1980. – 1990.

#### Boy
Početkom 1980. U2 potpisuju ugovor s Island Records i singl  11 O'Clock Tick Tock postaje prvi objavljen izvan domovine. Debi album Boy producira Steve Lillywhite i uglavnom je dobro prihvaćen od strane kritike. Tekstovi su manje-više neusredotočeni i naoko improvizirani, odražavajući snove i frustracije odrastanja. Na albumu se nalazi i hit singl "I Will Follow", emotivna pjesma kojom po Bonovom kazivanju, oslikava majčinu ljubav prema djetetu, i jedna je od pjesama koje se i do danas izvode na koncertima. Izlazak prati europska i američka koncertna turneja, gdje predstava ne izaziva prevelike ovacije, ali kritika svejedno Bona otkriva kao karizmatičnog i strastvenog „zabavljača“.

#### October
Drugi album October izlazi 1981. i obiluje duhovnom tematikom. Tijekom snimanja ploče, unutar U2 dolazi do duhovne neuravnoteženosti, tako da se Bono, The Edge i bubnjar Larry Mullen Jr. pridružuju kršćanskoj grupi zvanoj “Shalom Fellowship”, s ciljem da uravnoteže kršćanski svjetonazor s načinom života rock zvijezda. Dovršavanje ploče zakomplicira krađa kofera (koji je vraćen tek 2004.) s tekstovima za vrijeme koncerta u Portlandu. Album se nije dobro prodavao izvan Ujedinjenog kraljevstva, što je zbog izdavačke kuće, stavljalo dodatni pritisak na U2 za daljnji napredak.

#### WariUnder A Blood Red Sky
Sljedeći album War izlazi 1983. i oslikava pacifističko opredjeljenje U2 i iskreni gitaristički zvuk. Pjesme koje ga obilježavaju su "Sunday Bloody Sunday", tema u kojoj Bono literarno suprotstavlja događaj Bloody Sunday s Uskrsnom nedjeljom. Časopis Rolling Stone piše da su U2 konačno u stanju stvarati duboke i znakovite tekstove. Ujedno War je i prvi susret i početak dugogodišnje suradnje U2 s fotografom Antonom Corbijnom. War postaje prvi komercijalni uspjeh U2 u Ujedinjenom kraljevstvu, zasjevši na 1. mjesto, te singl "New Year's Day prvi izvan Irske i Ujedinjenog kraljevstva."
Objavljivanje albuma War prati i istoimena koncertna turneja, rasprodana u Europi i SAD-u. Slika Bonova mahanja bijelom zastavom na koncertima predstavlja simboliku, koju objašnjava:
| „       | Kad se radi o albumu War, bile su to simbolične geste i to je sve. Bijela zastava… bilo mi je muka pri pogledu na Union Jack i Stars and Stripes. Htio sam naprosto iscijediti boju iz njih i ostaviti samo bijelu zastavu. | ” |
| — Bono, | |   |

U2 snimaju album Under A Blood Red Sky, živi album s War turneje, kao i film Live at Red Rocks. Oboje predstavljaju potvrdu da su U2 koncertna rock skupina:
| „       | Under A Blood Red Sky bio je logičan nastavak albuma War. Bila je to žestoka izvedba, jer tako smo se osjećali. Okomili smo se na sav taj synthi-pop. Na kraju smo to posve izbacili, ali ta nas predodžba nije napuštala. | ” |
| — Bono, | |   |

Godine 1984. U2 produljuju ugovor s Island Recordsom, no sada po povoljnijim uvjetima, odnosno, postaju vlasnici prava na svoje pjesme.

#### The Unforgettable Fire
The Unforgettable Fire izlazi 1984. i predstavlja pomak od dosadašnjeg stvaralaštva. Tomu svakako doprinosi činjenica da je s U2 suradnju počeo Brian Eno, zajedno sa svojim asistentom Daniel Lanoisom. Album posjeduje bogati, orkestralni zvuk, Daniel Lanois kvalitativno unapređuje ritam sekciju U2. Upotpunjujući zvučnu atmosferu, tekstovi su takvi da se mogu tumačiti na više načina, otvoreni interpretaciji, čineći ono što U2 zovu „vrlo vizualni osjećaj“. Na albumu se nalaze antologijske pjesme: "Bad", koja govori o prokletstvu droge, proživljenom kroz tragediju bliskog prijatelja i "Pride (In the Name of Love)", posveta Martinu Lutheru Kingu, postaje veliki hit i prvi singl koji ulazi na američki top 40. 1. kolovoza 1984. U2 osnivaju diskografsku kuću pod nazivom "Mother Records" gdje su mladi talenti, tj. sastavi širom Irske mogli besplatno snimati svoje prve demosnimke.
Turneja The Unforgettable Fire prolazi kroz dvorane širom svijeta i konačno profilira publiku U2. Dok su pjesme s albuma kritički prolazile kao nedovršene, nejasne, neusredotočene, iste su u živim nastupima prihvaćene mnogo bolje.
U2 su u srpnju 1985. nastupali na Live Aidu. Tijekom izvedbe pjesme "Bad", Bono skače s pozornice u publiku da bi zaplesao s obožavateljicom, što je neplanirano produljilo ionako dugačku pjesmu, pokazujući milijunskom TV gledateljstvu osobnu sponu koju može uspostaviti s publikom. Po riječima Jacka Nicholsona, uz Queen U2 su bili heroji Live AID-a. 
1985.  časopis Rolling Stone U2 naziva sastav 80-ih, pišući: „za rastući broj rock and roll obožavatelja, U2 postaju sastav koji o njima najviše brine, možda i jedini sastav koji brine“.

#### The Joshua Tree i Rattle and Hum
Motivirani prijateljstvom s Bobom Dylanom, Van Morrisonom i Keith Richardsom U2 se odlučuju okrenuti korijenima rocka. Bono se usredotočuje na pisanje glazbe i tekstova. Shvaćajući da U2 nemaju „tradiciju“,  odlučuju istražiti američki blues, gospel i country glazbu. U2 nakratko prekidaju realizaciju novog albuma da bi se 1986. pridružili turneji Conspiracy of Hope Amnesty Internationala koja daje novi zamašnjak u kreativnom smislu. Bono iste godine putuje u San Salvador i Nikaragvu. Tamo svjedoči ratnim sukobima i patnjama civilnog stanovništva, što uvelike određuje njegov izričaj na nadolazećem albumu.
The Joshua Tree izlazi u ožujku 1987., stvoren je pod velikim utjecajem američke kulture, te općepoznatih američkih vrijednosti: otvorenost, prostranost, veličina, sloboda. Album postaje najbrže prodavani u britanskoj povijesti, te ostaje broj jedan devet tjedana američke top ljestvice albuma. Također, osvaja prva dva Grammyja, a dva singla: "With or Without You" i "I Still Haven't Found What I'm Looking For" brzo se penju na broj jedan američke liste singlova. U2 su, tada, tek četvrta rock skupina koja se pojavljuje na naslovnici časopisa Timea.
The Joshua Tree Turneja grupu promovira u glazbenike stadionskog profila, a prati ju i snimanje dokumentarnog filma Rattle and Hum, kolaž intervjua i snimki s koncerata u režiji Phil Joanoua. Film prati i istoimeni album, zbirka šest snimaka s koncerata i devet studijskih skladbi. Izašli u listopadu 1988. album i film su ocijenjeni kao posveta američkoj glazbi, što je i Bono osobno potvrdio. Dijelovi filma su snimani u legendarnom San Studios u Memphisu, dok su skladbe "When Love Comes to Town" i "Love Rescue Me" realizirane s B.B. Kingom, odnosno Bobom Dylanom, koji su ujedno i gostovali na koncertima U2. Film i album su analizirani zajedno, polučivši oprečne stavove kritike. Većina novosnimljenog materijala bila je dio koncertne turneje Lovetown Tour koja je obuhvatila Europu i Australiju. Uz osjećaj glazbene neinspiriranosti, Bono je najavio na koncertu 31. prosinca 1989. u dublinskom Point Depotu, da je jednoj eri došao kraj, i da sada “moraju otići i sve to još jednom odsanjati”...

### Djelovanje 1990. – 2000.

#### Achtung Baby i Zooropa
...i, odsanjali su, sve do Hansa Studios u Berlinu, da bi u društvu Briana Enoa i Daniela Lanoisa realizirali projekt Achtung Baby, koji je glazbu U2 odveo u sasvim drugačijem pravcu. Larry Mullen Jr. i Adam Clayton bili su skloni ideji da U2 nastave putem kojim su se do sada razvijali, za razliku od Bona i The Edgea koji su htjeli više eksperimentirati u smjeru alternativnog rocka i europske dance glazbe. U prilog promjeni glazbenog pravca, donekle su i zaslužna zbivanja u to doba, npr. ujedinjenje Njemačke, pad berlinskog zida, i komunizma na istoku Europe, što je otvorilo niz ideja za novi album, koji će, također, imati socijalno-političku komponentu. Idući tjedni sporog napretka, nesuglasica, povećane napetosti, u konačnici su doveli do pjesme "One", te konačnog završetka albuma u Dublinu.
U studenom 1991. album izlazi na svjetlo dana, puno osobniji, „tamniji“ izričaj nego što su U2 do tada radili.
22. veljače 1992. na Floridi počinje spektakl pod nazivom ZooTV Tour, mješavina ekstravagancije, iskrivljavanje „vrednota“ globalnog sela. Pozornica je ogromnih dimenzija, s mnoštvom TV ekrana različitih veličina, koji gledateljstvo zasipaju mnoštvom poruka, aludirajući na moć medija, pogotovo televizije. U2 kroz svoje nastupe pokušavaju svu tu ekstravaganciju potencirati, da bi u idućem trenutku otišli u drugu krajnost. Za vrijeme jednog koncerta, putem satelitskog videosingla, publici se javljaju dva čovjeka iz opkoljenog Sarajeva i šokiranom mnoštvu prenose dojmove iz još šokiranije sredine. Nastupe su, nadalje, pratili pokušaji nazivanja američkog predsjednika Georga Busha i Ujedinjenih naroda, narudžba 50000 pizza za publiku itd.
Nakon kraće pauze turneje, U2 su izdali album Zooropa, mješavinu ideja sa ZooTV Toura i eksperimenata s elektronskom glazbom. Nakon nastavka turneje, nekoliko pjesama sa Zoorope dobilo je svoje mjesto na zadnjem dijelu ZooTV Toura, koji je obuhvaćao Japan, Australiju i Novi Zeland.

#### Passengers i Pop
1995. U2 izdaju eksperimentalni album Original Soundtrack 1. Na njemu se kao koautor pjesama i izvođač pojavljuje Brian Eno i baš zbog te potencirane eksperimentalnosti, U2 i Brian Eno album izdaju pod pseudonimom Passengers, da bi se odmaknuli od dotadašnjeg U2 imidža. Komercijalno nezapažen, po U2 standardima uglavnom dobiva skromne kritike, za razliku od singla, s tog albuma, "Miss Sarajevo".  Pjesmu je Bono napisao inspiriran strahotama opkoljenog Sarajeva, ali još i više otporom tamošnjih ljudi, koji su i u najtežim trenucima zadržali dostojanstvo i ljudskost. Naime, između inih događaja koji su se odvijali u Sarajevu, Bono je u pjesmi naglasio ljubav i ljepotu, kojom su djevojke opkoljenog grada zračile, organiziravši natjecanje u ljepoti, u oprečnosti sa strahotama koje su ih okruživale. Pjesmu je Bono napisao za zajedničku izvedbu s Lucianom Pavarottijem, te je postala hit, jedina zapaženija s eksperimentalnog albuma.
Albumom Pop, 1997., U2 nastavljaju s eksperimentiranjem, dodavajući efekte koji su albumu dali funky, dance ritmove. Izlaskom u ožujku 1997., završava na prvom mjestu ljestvice albuma u 35 zemalja, sa, uglavnom, pozitivnim kritikama. Od toga da su „čudnim pomakom stvorili najljepšu glazbu u svom životu“ – Rolling Stone, pa do drugih koji su govorili o velikom razočarenju, koje prati slaba prodaja, u usporedbi s prijašnjim izdanjima. Album je završavan na brzinu iz razloga, već unaprijed, dogovorene turneje, te je Bono ustvrdio da album baš i nije ispao onako kako su htjeli.
Turneja PopMart, otvorena u Las Vegasu 25. travnja 1997., bila je u neku ruku nastavak ZooTV. Kao i prethodna, potencirala je moć oglašavanja, konzumerizam, pokušavajući poslati sarkastičnu poruku onima koji su U2 optuživali za komercijalizam. Pozornicu je tvorio 30 metarski zlatno-žuti luk, aludirajući na McDonaldsov logo, 46 metara dug video zid, te 12 metara visoka disko kugla limunastog oblika.
No, brzina završavanja albuma i manjak vremena uvježbavanja, imali su za rezultat lošiju izvedbu na prvim nastupima. Svejedno, vrhuncem turneje smatra se nastup u Sarajevu 23. rujna 1997., kao ispunjenje obećanja U2 sarajlijama u danima opsade. Koncert ispunjen velikim emotivnim nabojem, prva velika rock grupa koja je svirala u Sarajevu od početka rata u Bosni i Hercegovini. Bono u jednom trenutku ostaje bez glasa, no svejedno, nastup na stadionu Koševo dobiva epitet antologijski.
Krajem 1998. U2 izdaju kompilacijski album The Best of 1980-1990, koji uključuje obnovljenu verziju pjesme "Sweetest Thing", te pjesme s B strana singlova albuma The Joshua Tree. 
Početkom 1999. U2 se vraćaju u studio, zajedno s Brianom Enom i Danielom Lanoisom, na projektu novog albuma. Uz rad na albumu, pronalaze vremena i za suradnju s pjesnikom Salmanom Rushdijem na pjesmi "The Ground Beneath Her Feet," zasnovanoj na Rushdijevoj istoimenij knjizi. Pjesma, zajedno s još nekolicinom, završava kao glazba za film The Million Dollar Hotel, snimljen po Bonovoj priči.

### Djelovanje 2000. – danas

#### All That You Can't Leave Behind
Nakon nekoliko eksperimentalnih pokušaja s vlastitim stvaralaštvom, Bono izjavljuje da će ovaj puta napraviti album bliži klasičnom zvuku U2. Taj album je upravo to, nakon desetljeća zaobilaženja vlastitog glazbenog izričaja, U2 se vraćaju vlastitome.
Album izlazi krajem listopada 2000., debitiravši kao broj 1 u 22 zemlje, lansiravši hit pjesmu "Beautiful Day", nagrađenu s tri Grammyja.
U proljeće 2001. počinje svjetska promotivna turneja nazvana Elevation turneja, nastupi koji su koncipirani tako da je grupa, s obzirom na srcoliku pozornicu, sada puno bliže obožavateljima (trend koji će se nastaviti i ubuduće). Vrhunac turneje bili su nastupi u dublinskom Slane Castleu, samo nekoliko dana nakon smrti Bonova oca Boba Hewsona koncem kolovoza 2001. Nastupi nabijeni emocijama ovjekovječeni su na DVD-u U2 Go Home – live from Slane Castle. Uza sve promotivne akcije, Bono je i nadalje angažiran na humanitarnom radu po pitanju iskorjenjivanja AIDS-a, siromaštva i oprosta duga, prvenstveno u Africi. Elevation turneja je gotovo rasprodana, na 80 (od 130 ukupno u svijetu) nastupa u Sjevernoj Americi zaradila je 110 milijuna dolara, druga najveća zarada u povijesti (iza Rolling Stonesa i njihove Voodoo Lounge turneje iz 1994.)
U studenom 2002. U2 izdaju kompilaciju svojih hitova The Best of 1990-2000 koja uključuje pjesme snimljene u razdoblju od albuma Achtung Baby pa do All That You Can't Leave Behind uz dvije nove pjesme: "Electrical Storm" i "The Hands That Built America". Potonja je iskorištena u filmu Martina Scorsesea Bande New Yorka, te u siječnju 2003. osvaja nagradu Zlatni globus u kategoriji najbolje originalne skladbe.

#### How To Dismantle an Atomic Bomb
U2 provode većinu 2003. u studiju radeći na novom materijalu s novim producentom, Chrisom Thomasom, čovjekom koji je prije radio s Roxy Music i Sex Pistols. No, nakon osam mjeseci producent i U2 se razilaze, što odgađa izlazak novog albuma za 2004.
Početkom 2004. grupi se pridružuje stari prijatelj Steve Lillywhite i nakon šest mjeseci U2 imaju novi album: How To Dismantle an Atomic Bomb, koji izlazi u listopadu 2004. Sam naziv albuma zvuči, s obzirom na prijašnju reputaciju U2, kao još jedan politički izričaj. Međutim, kako sam Bono objašnjava, radi se o albumu koji je izraz odnosa prema vlastitu ocu, te očevoj smrti, koja je otvorila još emotivniji scenski nastup.
Promocija albuma kreće marketinški agresivno, suradnja s Appleom iz koje proizlazi limitirana serija U2 iPoda. Bono paralelno nastavlja s humanitarnom djelatnošću, borbom protiv AIDS-a, siromaštva, prvenstveno afričkih zemalja, što rezultira početkom rada One kampanje u svibnju 2004.
U prosincu 2004. Edge saznaje za ozbiljne zdravstvene probleme kćeri Sian. U2 podatak žele držati u tajnosti, no, odgađanje Vertigo turneje je izravna posljedica bolesti i informacija se širi čitavim svijetom. Zbog toga su ponovo određeni datumi nastupa kako bi Edge mogao provesti što više vremena s bolesnim djetetom.
Vertigo turneja počinje u San Diegu u ožujku 2005. Turneja polučuje golemi uspjeh, s gotovo rasprodanim nastupima. 2005. godine uz globalne nastupe, U2 postaju članovi Kuće slavnih rock and rolla, iz inauguraciju koju vodi Bruce Springsteen. Iste godine osvajaju još tri Grammyja. Krajem 2005. Bona, Mellindu Gates i Billa Gatesa magazin Time proglašava osobama godine za njihov humanitarni rad.
2006. godine izlazi kompilacija U2 18 Singles, prethodno objavljene uspješnice uz dodatak nove pjesme "Window in the Skies", te singl "The Saints Are Coming" realiziran u suradnji s grupom Green Day kao dio projekta pomoći stradalnicima uragana Katrina.
U 2007. U2 se vraćaju na velike ekrane, ali one u kino dvoranama. Naime, s novim filmom U2 3D pojavljuju se u svibnju na Canneskom filmskom festivalu.
Iste godine U2 započinju rad na novom albumu s Brianom Enom, kao koautorom, no, jedino što su u 2007. izdali je posebno izdanje albuma The Joshua Tree, obilježavajući tako dvadesetu godišnjicu izdanja jednog od najuspješnijih albuma.

#### No Line on the Horizon
Tijekom 2006. godine U2 rade na novom projektu s producentom Rickom Rubinom, no, suradnja je prekinuta i projekt je stao. Odlučuju se za provjerene producente Briana Enoa i Daniela Lanoisa, uz pomoć Stevea Lillywhitea. U ožujku 2006. čine još jedan dugoročni poslovni potez: potpisuju dvanaestogodišnji 100 milijuna dolara vrijedan ugovor s Live Nation. Po istome, Live Nation preuzima kontrolu nad službenim proizvodima, sponzorstvom i web stranicom U2. 
Nakon pet godina od izlaska prethodnog albuma i Vertigo turneje, 27. veljače 2009. izlazi dvanaesti studijski album U2 No Line on the Horizon. Album je sniman u Fezu, (Maroko), Dublinu, New Yorku i u londonskom studiju Olympic Studio. Po kazivanju U2, ovaj put su snimali birane materijale, nakon mnogobrojnih napisanih skladbi, a za album je odabrano jedanaest. Ostale, također po riječima U2, čekaju idući studijski uradak, odnosno da je No Line on the Horizon samo proizvod neizdanog materijala nazvanog Songs of Ascent.
Novi album je pratila promotivna turneja U2 360° koja je obuhvaćala, kroz 2009., 2010. i 2011., Europu (s dvostrukim nastupom u Zagrebu, 9. i 10. kolovoza 2009.), Sjevernu Ameriku, Australiju, Novi Zeland, Južnoafričku Republiku, Južnu Ameriku i Meksiko, uz nastup na Glastonbury Festivalu u Engleskoj u lipnju 2011 postavši tako najunosnija turneja svih vremena s više od 730 milijuna zarade od prodaje ulaznica za koncert.[nedostaje izvor]
U2 su nominirani u tri kategorije za 52. izdanje Grammya: No Line on the Horizon za najbolji rock album; I'll Go Crazy If I Don't Go Crazy Tonight u dvije kategorije: najbolja rock skladba i najbolji rock nastup dua ili grupe s vokalom.

#### Songs of Innocence
9. rujna 2014. nakon više od pet godina iza posljednjeg studijskog albuma U2 "puštaju" novi LP. Album se od 9. rujna do 13.listopada 2014. distribuira preko Appleovog glazbenog servisa iTunes besplatno za oko 500 milijuna korisnika, da bi klasično CD i vinil izdanje izašlo 13. listopada 2014. Dugotrajan rad na ovom izdanju ciljano je planiran, a skladbe koje se na njemu nalaze, rezultat su višegodišnjeg rada, čvrste odluke U2 da se konačno izraze materijalom za čiju inspiraciju je trebalo otići na sami početak glazbenog stvaralaštva u sedamdesete godine prošlog stoljeća. Na albumu se nalazi 11 skladbi usko vezanih za osobe i događaje samih početaka djelovanja U2.

## Diskografija

### Studijski albumi
- Boy (1980.)
- October (1981.)
- War (1983.)
- Under a Blood Red Sky (1983.)
- The Unforgettable Fire (1984.)
- The Joshua Tree (1987.)
- Rattle & Hum (1988.)
- Achtung Baby (1991.)
- Zooropa (1993.)
- Pop (1997.)
- All That You Can't Leave Behind (2001.)
- How To Dismantle An Atomic Bomb (2004.)
- No Line on the Horizon (2009.)
- Songs of Innocence (2014.)
- Songs of Experience (2017.)
- Songs of Surrender (2023.)